# سیارک ۵۱۹۸
سیارک ۵۱۹۸ (به انگلیسی: 5198 Fongyunwah، نامگذاری:1975BP1) پنج هزار و صد و نود و هشتمین سیارک کشف شده‌است که در ۱۶ ژانویه ۱۹۷۵ کشف شد.
قدر مطلق سیارک برابر ۱۲٫۱۰ است.